# 咖啡男女
，是一部於2017年上映的分段式韓國劇情片，由電影《最壞的一天》的導演金忠寬執導，鄭有美、林秀晶、韓藝璃、鄭恩彩、延宇振等人主演。
該片於2016年10月在釜山國際電影節第一次與觀眾見面。

## 劇情概要
某一天，發生在同一張桌子上的四段對話。第一段故事講述一名女演員和她的前男友之間的對話；第二篇故事講述一個男人和一個女人的相遇，這個男人在經過一夜情後結束四個月的長途旅行回到韓國；第三段故事講述一個女人遇到了將在她的假婚禮上扮演她母親的女人；最後一段故事講述一個即將結婚的女人要求她的前男友來見她。

## 演員陣容

### 主要人物
- 鄭有美 飾演 宥真
- 韓藝璃 飾演 恩熙
- 鄭恩彩 飾演 京真
- 林秀晶 飾演 惠晶（特別出演）

### 其他人物
- 金惠鈺 飾演 淑姬
- 延宇振 飾演 雲哲
- 鄭準元 饰演 昌硕
- 全晟佑 饰演 珉豪
- 林善宇（임선우）饰演 咖啡厅老板
- 张海敏（장해민）饰演 女客人1
- 鄭藝綠 饰演 女客人2
- 高雅罗（고아라）饰演 职场同事

## 衍生作品
- 2017年：剧本集《The Table：過去的心情》

## 外部連結
- NAVER上《咖啡男女》的資料
- Daum上《咖啡男女》的資料

- 韩国电影数据库（KMDb）上《咖啡男女》的資料
- 互联网电影数据库（IMDb）上《咖啡男女》的资料（英文）
- 豆瓣电影上《咖啡男女》的資料 （简体中文）
- Yahoo奇摩電影上《咖啡男女》的資料（繁體中文）
- 開眼電影網上《咖啡男女》的資料（繁體中文）
- Box Office Mojo上《咖啡男女》的资料（英文）